# D 206. Thüringer Sezession

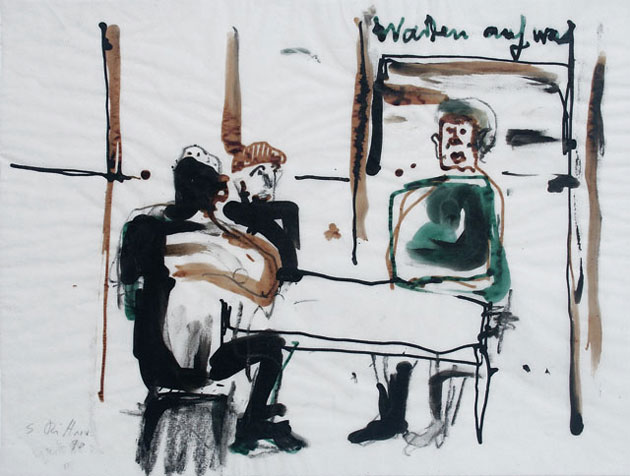
Warten auf was spiegelt die Stimmung bei der Entstehung der Gruppe D 206. DIE THÜRINGER SEZESSION. In 1990.

D 206.Thüringer Sezession (Eigenschreibweise D 206 THÜRINGER SEZESSION., nach der Secession) ist die Bezeichnung für eine Künstlergruppe, am 15. Juli 1990 in Erfurt gegründet wurde und bis Juni 2020 existierte.

## Ziele
Die Gruppe verstand sich als ein Instrument das die künstlerischen Interessen ihrer Mitglieder in Person und ihrem Werk gegenüber der Öffentlichkeit vertritt. Sie verfolgte ausschließlich gemeinnützige Zwecke.
Sie entstand unmittelbar nach dem Berliner Mauer Fall und der Deutschen Wiedervereinigung. Ihr Name gründet sich auf den Schnellzug D 206 der Deutschen Reichsbahn zwischen Warschau und Paris und symbolisiert Sehnsucht nach Freiheit und Grenzüberschreitung. Nach Ansicht von Prof. Dr. Kai-Uwe Schierz wandten sich die Mitglieder gegen die überlieferten Strukturen der staatlichen Künstlerverbände und bildeten einen neuen Wertekanon im Sinne des Philosophen Epikur.

„Besser eine Gesellschaft, die auf Freundschaft hofft, als eine die auf Gerechtigkeit aufgebaut ist.“

„Der Wahre Mensch lebt für Weisheit und Freundschaft, diese ist ein vergängliches Gut, jene unsterblich.“

## Mitglieder
- Die Initiatoren waren Petra Albrecht, Roger Bonnard, Horst Peter Meyer, Gisela Richter und Petra Wirth.
- Die Ersteingeladenen waren: Philip Oeser, Friedrich Rittweger, Sabine Rittweger, Walter Sachs, Jörg-Heiko Bruns, Peter Möller, Renate Müller-Krummbach, Reiner Ende, Ullrich Panndorf und Herbert Schönemann.
- Weitere Mitglieder waren: Gerd Mackensen, Ralph Eck, Uta Feiler, Hans-Joachim Härtel, Ullrich Panndorf, Helmut Senf, Karl-Heinz Appelt, Harald Reiner Gratz, Kai-Uwe Schierz und Gudrun Dittmar.

## Mappenwerke
Einen Schwerpunkt der gemeinsamen Arbeit bildeten die originalgrafischen Mappenwerke. Die ersten Mappen, Zugvögel und Wege, waren von den Sehnsuchtsmotiven der Reise und Grenzüberschreitung geprägt. Weitere Mappen setzten sich mit großen Geistern wie Elias Canetti, Johan Sebastian Bach, Meister Eckhart, Immanuel Kant und Johan Wolfgang von Goethe und ihren Ideen auseinander. Die Mappe Hasenbrot ist ein Künstlerkochbuch und spiegelt die kulinarische Reise von Warschau nach Paris, indem landestypische Rezepte künstlerisch interpretiert wurden.
- 1993 Zugvögel.
- 1995 Wege.
- 1998 Der Wald.
- 2000 J.S.B (Herausgeber Kunsthalle Erfurt).
- 2002 Meister Eckhart.
- 2004 Künstlerkochbuch Hasenbrot.
- 2007 Immanuel Kant.
- 2009 Grenzwechsel.
- 2013 Einsamkeit.

## Ausstellungen.(Auswahl)
- 28. September – 3. November 1990, Uelzen, Schamuhnmuseum – der kreative Speicher.
- 20. März – 28. April 1991, Erfurt, Galerie am Fischmarkt.
- 1992, Saint Etienne du Rouyray, Centre Jean Prevost.
- 8. Juli – 14. August 1994, Jena, Galerie im Stadtmuseum Göhre.
- 25. Juli – 2. Oktober 1996, Fulda, Vonderau Museum, Limburg Sparkasse, Fritzlar Sparkasse.
- 2. – 31. Mai 1997, Gießen, Kunsthalle.
- 31. August – 12. Oktober 2003, Erfurt, Kunsthalle ex nihilo.
- 2011, Weimar, Neues Museum Weimar, Sichten.[5]
- 14. – 26.Juli 2020, Erfurt, Kunsthalle Erfurt. Kopfbahnhof. D 206. 30 Jahre. DIE THÜRINGER SEZESSION.[6]